# Coral Terrace
Coral Terrace ist ein census-designated place (CDP) im Miami-Dade County im US-Bundesstaat Florida. Das U.S. Census Bureau hat bei der Volkszählung 2020 eine Einwohnerzahl von 23.142 ermittelt.

## Geographie
Coral Terrace grenzt an die Städte West Miami, Coral Gables und Miami sowie an die CDPs Westchester und Glenvar Heights. Der CDP wird vom Tamiami Trail (U.S. 41, SR 90) sowie den Florida State Roads 826 (Palmetto Expressway), 959 und 976 tangiert.

## Demographische Daten
Laut der Volkszählung 2010 verteilten sich die damaligen 24.376 Einwohner auf 8.162 Haushalte. Die Bevölkerungsdichte lag bei 2.738,9 Einw./km². 94,9 % der Bevölkerung bezeichneten sich als Weiße, 1,6 % als Afroamerikaner, 0,1 % als Indianer und 0,6 % als Asian Americans. 1,6 % gaben die Angehörigkeit zu einer anderen Ethnie und 1,3 % zu mehreren Ethnien an. 88,6 % der Bevölkerung bestand aus Hispanics oder Latinos.
Im Jahr 2010 lebten in 34,7 % aller Haushalte Kinder unter 18 Jahren sowie 44,7 % aller Haushalte Personen mit mindestens 65 Jahren. 77,2 % der Haushalte waren Familienhaushalte (bestehend aus verheirateten Paaren mit oder ohne Nachkommen bzw. einem Elternteil mit Nachkomme). Die durchschnittliche Größe eines Haushalts lag bei 3,08 Personen und die durchschnittliche Familiengröße bei 3,30 Personen.
20,0 % der Bevölkerung waren jünger als 20 Jahre, 24,2 % waren 20 bis 39 Jahre alt, 28,3 % waren 40 bis 59 Jahre alt und 27,5 % waren mindestens 60 Jahre alt. Das mittlere Alter betrug 44 Jahre. 47,9 % der Bevölkerung waren männlich und 52,1 % weiblich.
Das durchschnittliche Jahreseinkommen lag bei 50.548 $, dabei lebten 12,3 % der Bevölkerung unter der Armutsgrenze.
Im Jahr 2000 war Englisch die Muttersprache von 14,11 % der Bevölkerung, spanisch sprachen 85,18 % und 0,71 % hatten eine andere Muttersprache.